# فالرس
فالرس (بالفرنسية: Vallères)‏ هي بلدية تقع في فرنسا في Canton of Azay-le-Rideau.[بحاجة لمصدر] يقدر عدد سكانها بـ 1,091 نسمة ومساحتها 14.72 كم2 .